# 映画監督

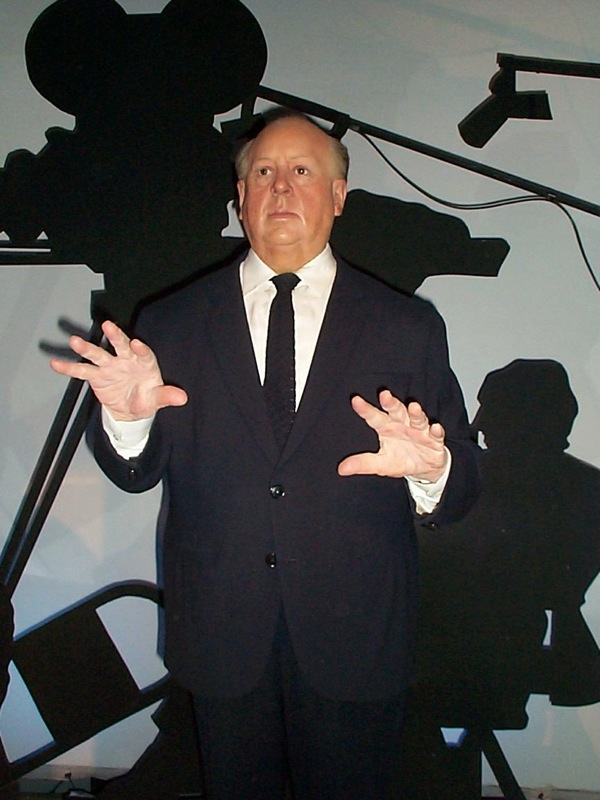
アルフレッド・ヒッチコック。イギリスの映画監督で、アカデミー賞の最優秀監督賞に5度ノミネートされた。

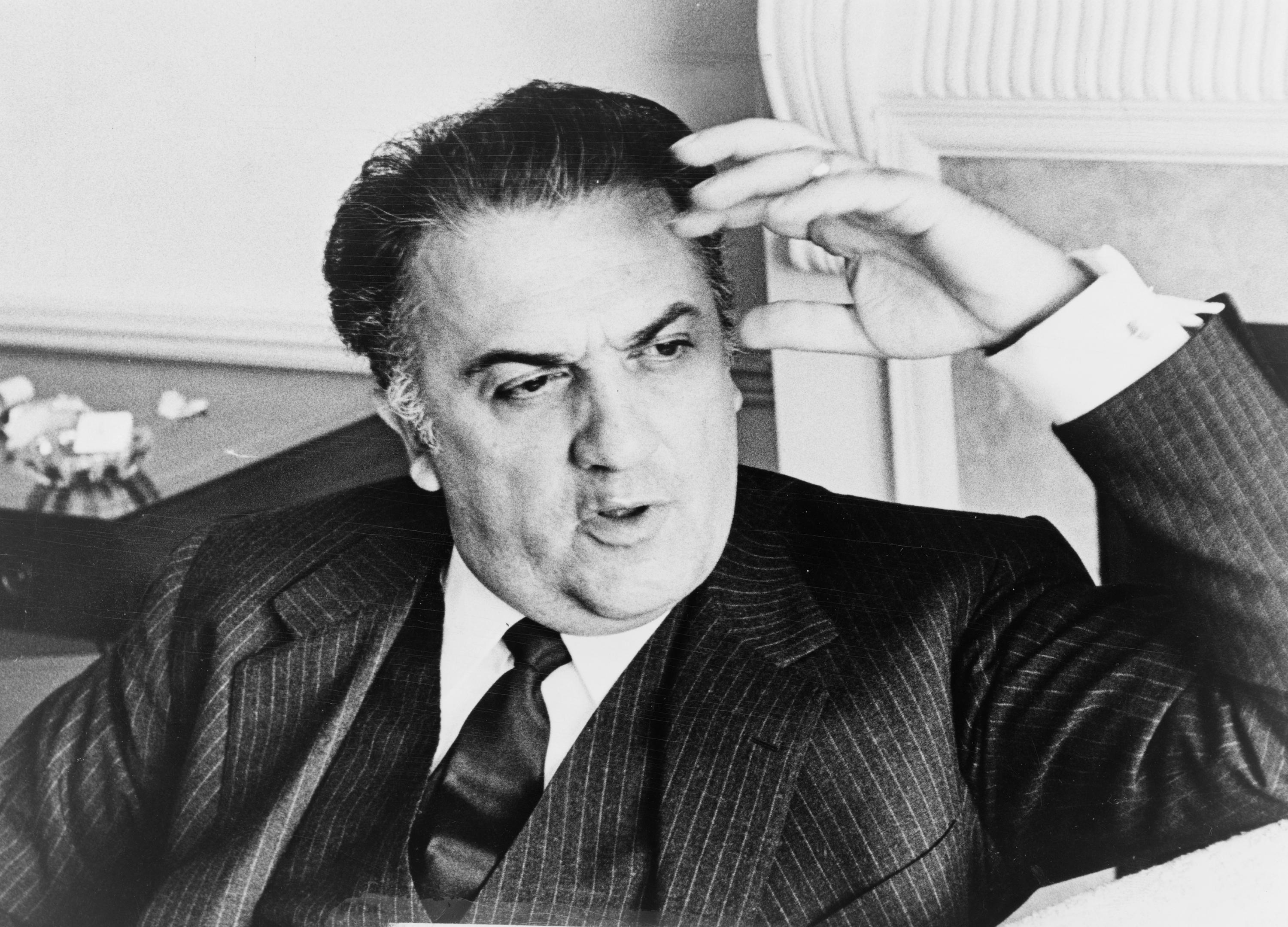
フェデリコ・フェリーニ。イタリアの監督で、映画の歴史に多大な影響を与えた監督のひとり。

映画監督（えいがかんとく、英語: Film director）とは、映画の映像制作・演出面を統括する責任者である。

## 概要
一般に製作は、プロデューサーが最上位の権限を持ち、映画の企画、資金提供者選び、資金の流れやその配分の決定、脚本家選び、監督選び、俳優選び、配給先決定などの権限や責任を持っており権限の上でトップと見なされる。それに対し、映画監督はプロデューサーから監督として選ばれて、契約を結び、ある映像の制作に責任を持った人物である。映画製作の権限の観点からは、しばしば2番目と見なされている。ただし映画が公開されると、監督やキャストの俳優の名前が、観客動員の重要な要素となる。
ただし「映画は監督のモノ」と映画評論家に言われるほどその役割は重要で、制作現場では作品全体の統一のための様々な権限を有している。
映画監督は、劇場用映画（劇映画）や、フィルムで撮影されたまとまった作品の監督のみを意味することが多いが、テレビ番組やビデオ作品などについても監督やディレクターという言葉が用いられ、映画監督と（テレビ番組やビデオ作品の）監督の職務内容には、規模の違いこそあれ大きな差はないため、本稿では両者をまとめて扱う。

## 責任範囲
映画監督の基本的な責任範囲は「映画作品としての品質管理」である。「企画（どういう映画を作るかという案を策定する）」、「製作（製作費の調達や管理、作品の売り出しなどを決定する）」は基本的にプロデューサーの職分であり、監督という職種の本来の責任範囲ではない（ただし、監督がプロデューサーを兼ねる場合もある）。
もっとも、監督が作品を作り上げる上で複数の職務を担当することもあり、「脚本」や「編集」も行っている場合も多い。また監督によっては、自分の作品で音楽家を兼任している場合もある。ただし、諸々の経済的事情を始めとする理由によって、主に商業映画を中心に仕事をする監督は、自らが理想とする映画を完璧に作り上げることは困難とされる。そのため、少しでも理想に近づけるための交渉術なども、監督にとって重要な資質となる。
また、映像作品を作るためには、多くのスタッフが関係することがある。それぞれの専門的なスタッフのアイディアを汲み上げ、アイディアについて吟味し、採用したり却下したりという判断を下すことも、監督の重要な仕事である。

## 実務

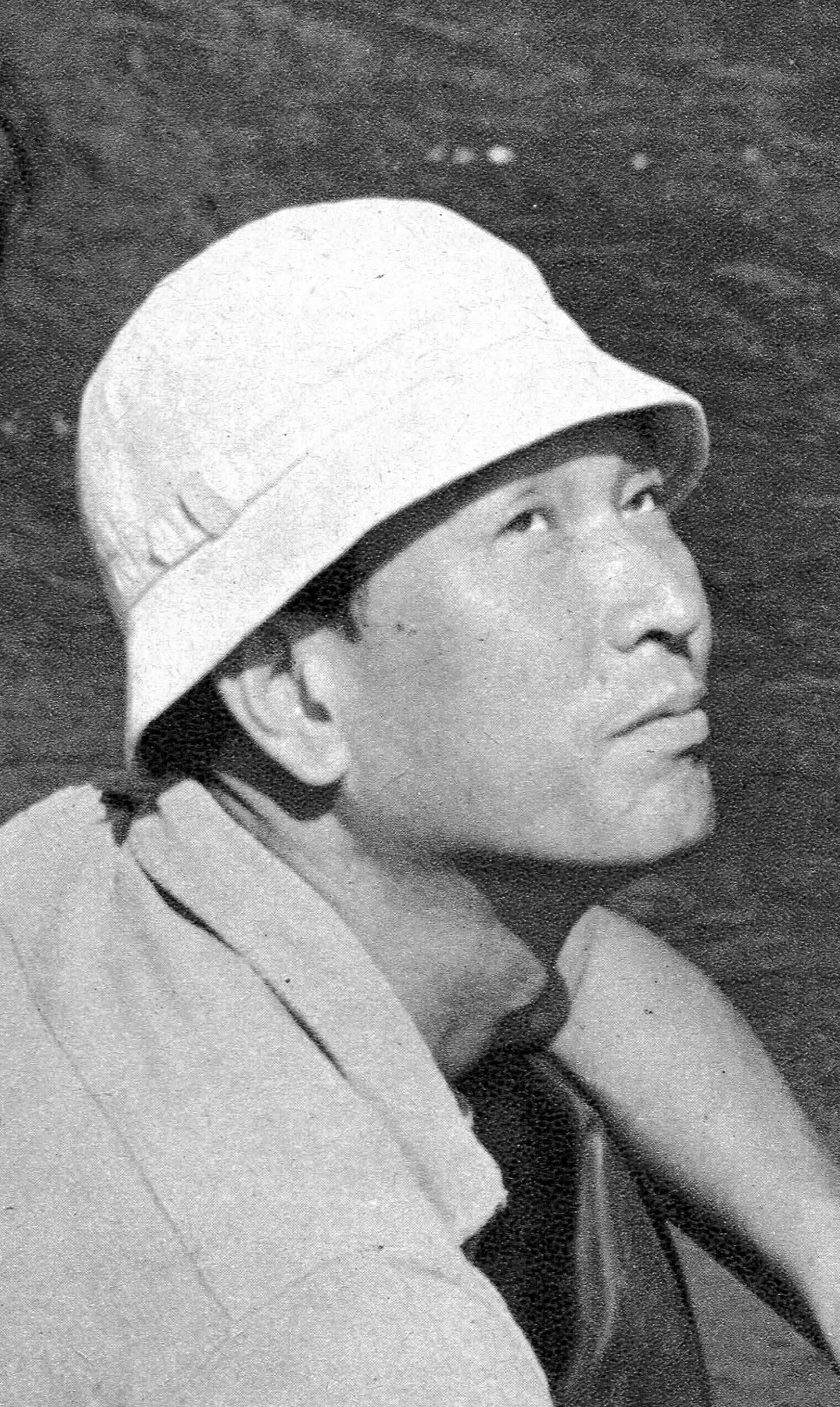
黒澤明。映画の歴史に多大な影響を与えた監督のひとりだと世界的に認知されている。その生涯の功績をたたえる形で1990年にアカデミー賞を受賞。

### 劇映画の場合
監督の仕事は、完成した脚本を受け取ってから始まる（それ以前にも脚本を完成させるための議論に参加するなどの仕事が発生するが、脚本が完成するまでは、基本的に脚本家の仕事である）。ただし、監督自らが脚本を書く場合も少なくない。また、完成脚本に手を入れることで、結果的に脚本家との共同脚本としてクレジットされる場合もあれば、監督が手を入れていても特にクレジットはされない場合もある。
1. 配役。どういう役に、どういう俳優を割り当てるかについて関与する。ただし主役級の俳優は、プロデューサー等によって決定済の場合もあり、その場合は基本的にはプロデューサーが指定した俳優で進めざるを得ない。また配役の専門の責任者であるキャスティング・プロデューサーが置かれる場合もあり、監督が全ての配役を決定しているわけではないことは多いが、決定に際しては何らかの意見を求められるのが一般的である。
2. ロケハン。撮影を行う場所を決定する。
3. 衣裳合わせ。各シーンごとに、それぞれの俳優が着用する衣裳や、手に持つ小道具等を決めていく。監督の美意識がストレートに反映される部分であるため、最終決定権は監督にある。また、各人の衣裳により、カメラの位置、照明の方法、セットの組み方等も変わってくるため、各部門のチーフ級のスタッフも参加する。よって、これが俳優と各スタッフの、事実上の「初顔合わせ」の場になることが多い。
4. 撮影。管理する。カメラ・ポジション（撮影場所）や画角、カメラの動き方を決め、絵柄を確定する。役者への演技指導を行う。撮影中の動きなどを把握した上で、OK/NGの判断をする（NGの場合は更に同じショットを繰り返して撮影する。撮影は「テイク」とも言うが、その回数で「テイク○」（○は数字）と称する）。日本のテレビの場合は本番に入る際にディレクターが「3、2、1、キュー」と合図するのが一般的だが、映画では、監督の「よーい」に続き、助監督や各部門の助手らが「本番よーい」等と復唱し（これは、スタッフやキャスト全員に号令を行き渡らせるためでもある）、続いて監督の「スタート」、「アクション」と共に助監督がカチンコを鳴らして、本番に入る。その後はテレビでも映画でも共通で、予定された部分まで演技が進むか、または、NGの演技が出た瞬間に「カット!」と叫んで撮影を止める。NGでない場合、スクリプター（スクリプト・スーパーバイザー）らとも相談し、問題なければ「OK」として、次の撮影に進む。
5. 編集。撮れている映像から必要なものを抜き出してつなぐ。映像と映像のつなぎ方などを決定する。音楽や効果音を付けるかどうか、付けるとした場合はその付け方を決定する。監督によっては、簡単な指示を与えて編集担当者に全面的に任せる場合、編集者をオペレーターとして全面的に編集の指示を与える場合もある。またアメリカのようにプロデューサーが編集にかかわり、監督に編集権がない場合もある。

### ドキュメンタリー映画の場合
ドキュメンタリー映画の場合は、劇映画ほど職務分担の違いが明らかではない。
多くの場合低予算でスタッフの人数が少ない事や、その場その場で判断しなければならないことが多いなどの理由から、一般にドキュメンタリー映画の監督は、監督としての職務のほかに、企画・調査・取材などを兼務せざるを得ない（撮影を兼任する場合も多く、それどころか荷物運びなども当然に監督が分担すべき職務と考えられている現場もある）。ドキュメンタリー映画の監督の場合は、権限が広いというよりは、不可分ないくつかの職域を横断し監督一人が総合的に責任を負うことになるという、構造的な違いがある。

## 監督の仕事のスタイル

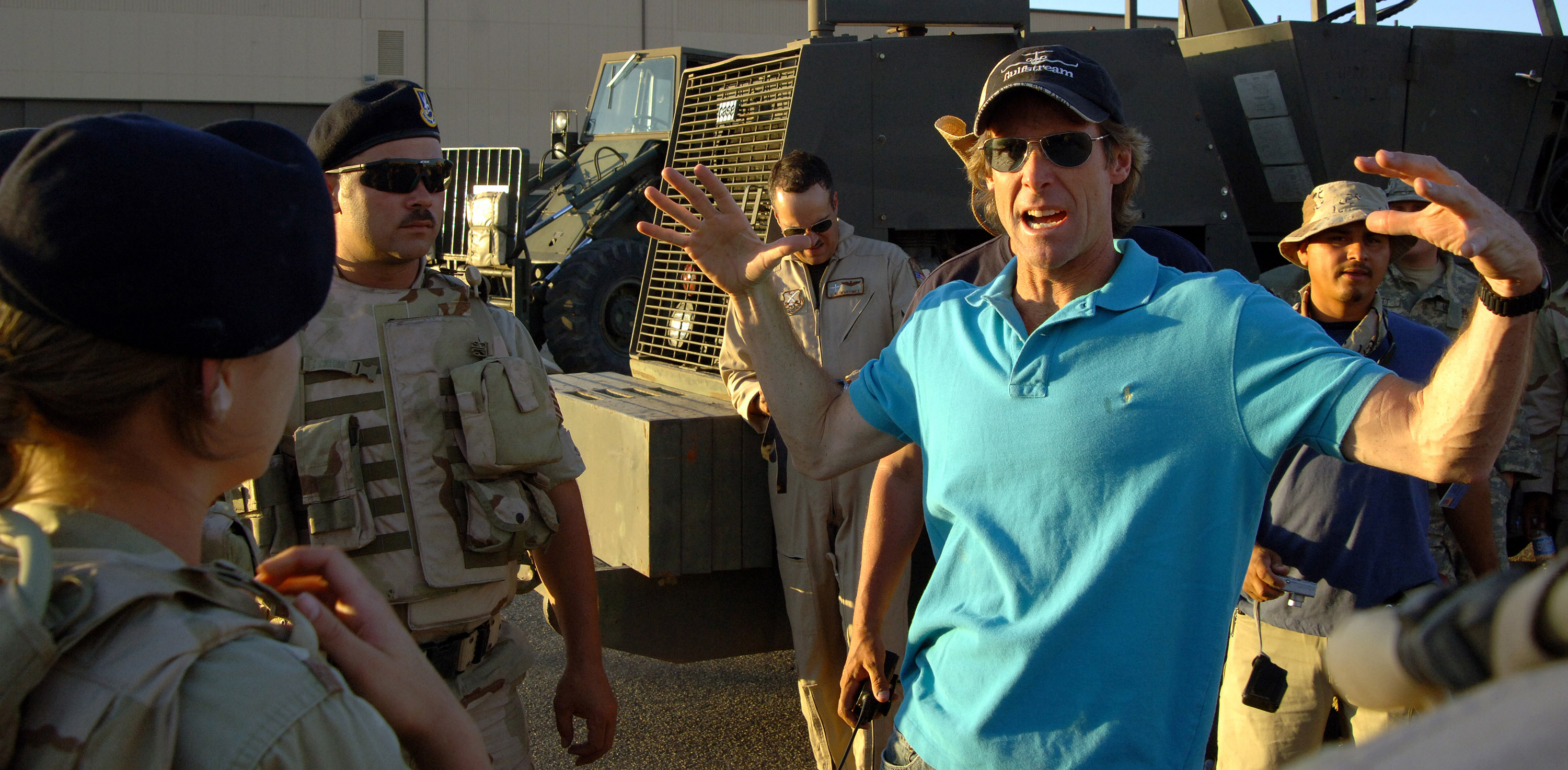
役者に演技指導するマイケル・ベイ

監督の仕事のスタイルは、人によって様々である。また、撮影現場には、国や文化圏によって異なる様々な慣習があり、そういった意味でも違いは大きい。最終的に「（条件の範囲内で）良い作品を作る事」のみが監督の職務であり、監督の仕事の進め方については、無難な仕事の進め方というものはもちろん存在するものの、定石と呼べるようなものはない。デンマークの国立映画スクールは、学生の卒業制作映画をデンマーク公共放送で放映するなどの援助をしている。映画のメイキング映像なども比較的入手しやすくなっているが、実に千差万別に各人が工夫をして作品の映像を作り上げていることが分かる。それらを見比べるのも、映画の楽しみの1つであるといえる。

## エントラップメント性加害問題
映画製作に関して、映画監督は多大な影響力を持つため、プロデューサーや有名俳優と共に、知名度が低い若手女優など若い女性に対して、セクハラ・性加害が芸能界と同様に業界問題になっている。女優含む俳優が受講料を払って監督から演技指導を受けられるワークショップがきっかけでキャスティングにつながることもあるため、彼女らにとっては自身をアピールする絶好の機会であり、終了後は｢飲み会｣が開催されることも多く、そういう場も悪用されている。監督作品への出演が決まった女優は、性行為を強要されてもキャスティングを外される恐怖から拒否も抵抗も出来ない。このような暴行や脅迫を伴わない社会的な力関係を利用した性暴力であるエントラップメント型性被害は、加害者は日常的な関係性の中で上下関係を作り出し、逆らうことができない状態に追い込んで性行為を強要する特徴を持つ。監督やプロデューサー・有名俳優という立場を笠に着て、女優にセクハラや性行為強要といった性加害をしようという人は芸能界・映画業界に沢山いる。日本では2022年には既婚者でありながら、将来のキャリア阻害すると示唆又は脅迫して複数の若手女優に性行為強要をしていた榊英雄と園子温が告発されている。